# 사기 (의욕)
사기(士氣, morale)는 특정 기관에 대한 믿음을 유지하는 단체 구성원의 능력이다. 특히 반대나 어려움에 직면했을 때. 사기는 종종 상사에 의해 할당된 임무를 수행하는 그룹의 의지력, 순종 및 자기 훈련에 대한 일반적인 가치판단으로 권위자에 의해 참조된다. 알렉산더 H. 레이튼(Alexander H. Leighton)에 따르면, "사기는 공통의 목적을 추구하기 위해 지속적이고 일관되게 함께 모이는 집단의 능력이다." 군대에서는 사기가 중요하다. 부대 결속력을 향상시키기 때문이다. 사기가 좋으면 군대가 포기하거나 항복할 가능성이 줄어든다. 사기는 일반적으로 개인 수준이 아닌 집단적으로 평가된다. 전시에는 민간인 사기도 중요하다. 단결심(Esprit de Corps)은 전투 부대의 중요한 부분으로 간주된다.

## 같이 보기
- 정보전
- 동기 부여
- 심리전